# Gung Ho!
Gung Ho! ('Gung Ho!': The Story of Carlson's Makin Island Raiders) è un film di guerra del 1943, diretto da Ray Enright.
La storia si basa sull'incursione condotta sull'Isola di Makin guidata dal tenente colonnello Evans Carlson, durante la Seconda guerra mondiale.

## Trama
1942. Il Corpo dei Marines degli Stati Uniti sta cercando volontari per formare un'unità speciale da impiegare in una missione pericolosa. Molti Marines si presentano: coloro che riescono a superare l'addestramento verranno inviati alle Hawaii per un ulteriore addestramento alla guerra nella giungla.
Giunti a Pearl Harbor, assistono alle devastazioni dell'attacco giapponese. Alle Hawaii ascoltano il bollettino radiofonico dell'annuncio dello sbarco dei Marines a Guadalcanal (7 agosto).

Terminato l'addestramento, ai Raiders viene ordinato di salire a bordo di due sottomarini, l'USS Nautilus e l'USS Argonaut, destinati a un raid di commando sull'isola di Makin, occupata dai Giapponesi. 
Dopo un viaggio claustrofobico, i Raiders invadono l'isola usando dei canotti gonfiabili. Lo sbarco viene accolto dal fuoco dei cecchini che si nascondono tra le palme. I Raiders li eliminano, attaccano il quartier generale giapponese, spazzano via la guarnigione, distruggono le installazioni militari, con gli  esplosivi. Terminata la missione non priva di numerose perdite, risalgono a bordo dei sottomarini per rientrare alla base.

## Produzione
Come per molti altri film di guerra sul Corpo dei Marines, le riprese si svolsero presso il Centro di reclutamento di San Diego e Camp Pendleton, con l'impiego di veri Marines come comparse e con l'ausilio di consulenti tecnici, tra cui Carlson, Maghakian e il tenente Wilfred Sylvio LeFrancois, tutti e tre premiati con la Navy Cross sull'effettivo raid.

I giapponesi furono interpretati da comparse cinesi e filippine.